# Burton Guster
Burton Guster II plus généralement appelé Gus est un personnage de la série télévisée américaine Psych : Enquêteur malgré lui. Il est le second personnage principal de la série. Il est interprété par l'acteur Dulé Hill et doublé en version française par Lucien Jean-Baptiste.

## Biographie
Gus est le meilleur ami de Shawn Spencer (James Roday) depuis l'enfance et est copropriétaire de l'agence de détective policière « Psych » avec lui, après que Shawn ait mis le nom de Gus sur le bail.
Gus a tendance à être droit et plus prudent que Shawn, bien qu'il soit ami avec lui depuis longtemps et qu'il sache que Shawn ne peut pas être arrêté une fois qu'il a donné son avis ou lancé dans ses idées.
Dans les débuts, Gus a été réticent pour être impliqué dans les aventures de Shawn. Mais c'est au fil du temps qu'un vrai partenariat s'est développé entre eux avec un sens plus égal, Gus prenant un plus grand rôle dans le déroulement de leurs  affaires.
Gus est très souvent montré très académiquement avancé. Lorsqu'il était enfant, il a demandé et a été accepté dans l'École Meitner pour des étudiants doués. Cependant, ses parents ont rejeté le placement, lui disant plus tard que c'était trop loin pour le conduire. Au collège, il a participé à des compétitions d'orthographe jusqu'en 1989, quand il a perdu à une compétition en acceptant le conseil secret de Shawn sur l'orthographe d'un mot pouvant le faire gagner.
Il continue à suivre  méticuleusement les compétitions d'orthographe et enregistre sur bande le championnat annuel.
Il est vexé de ne pas avoir fait plus dans la vie.
C'est après avoir aidé Shawn à résoudre une affaire de meurtre, qu'il réalise qu'il mène une vie très productive et qu'il est heureux de ce qu'il fait.
Les parents de Gus, Bill et Winnie Guster, sont excessivement protecteurs vis-à-vis de leur fils et le considèrent toujours comme un enfant qui a besoin de soin. Ils ont longtemps désapprouvé son amitié avec Shawn, qu'ils ont considéré comme une mauvaise influence.
C'est lors d'une affaire où Bill et Winnie avaient été arrêtés à tort que Shawn et Gus ont prouvé aux parents de celui-ci que leur amitié et leur complicité leur avait permis de résoudre l'affaire. Grâce à cela, ils réviseront leur jugement envers Shawn et admettront que peut-être Gus n'est plus un bébé. Cependant, immédiatement après que Gus soit parti, ils offriront de l'argent à Shawn afin qu'il s'occupe de leur fils.
Dans l'épisode 9 de la saison 3, la famille de Gus vient en ville pendant les vacances avec Joy Guster, la sœur de Gus, qui partage une attraction mutuelle avec Shawn.
Il a aussi un oncle nommé Burton Guster, surnommé Burt.
Gus a un travail en plus de l'agence. Il est représentant dans les ventes pharmaceutiques, où il gagne un salaire annuelle de 48 000 dollars. C'est aussi grâce à ses connaissances énormes en médicaments qu'il aide à résoudre des affaires en identifiant des poisons et autres médicaments (drogues) utilisés dans des crimes.
De par ce travail, il possède un véhicule de fonction et conduit une Berline Toyota bleu avec un hayon arrière (aussi connu comme la Toyota Yaris), que Shawn et Gus utilisent généralement pour se déplacer.
Gus a un sens olfactif très raffiné et a surnommé son nez le Super-Renifleur. Il est capable de reconnaître n'importe quel composant de base d'un parfum en le sentant et peut aussi en faire de même avec la nourriture.
Son talent semble être héréditaire, puisqu'il a été montré par ses parents, une capacité identique permettant de mener à la découverte de preuve cruciale dans plusieurs affaires.
Il est aussi expérimenté dans des serrures de haute technologie ou des coffres-forts, démontré par sa capacité de forcer une serrure électronique dès son premier essai.

## Relation
C'est au Mexique, durant l'été 1997, que Gus a rencontré Mira Gaffney (Kerry Washington) et l'a épousée lors d'une soirée complètement ivre. Il a cessé la relation peu de temps après et a perdu contact jusqu'à 2008, jusqu'à ce que celle-ci le rappelle pour lui demander le divorce afin qu'elle puisse se remarier.

## Commentaires
- On voit souvent Gus porter un costume et une cravate lors de la première saison. À partir de la deuxième saison, il s'habille plus négligemment.

## Sources
- (en) Cet article est partiellement ou en totalité issu de l’article de Wikipédia en anglais intitulé « Gus (Psych) » (voir la liste des auteurs).